# Капоросо (Кјети)
Капоросо (итал. Caporosso) је насеље у Италији у округу Кјети, региону Абруцо.
Према процени из 2011. у насељу је живело 421 становника. Насеље се налази на надморској висини од 423 м.